# Краковский путь техники
Краковский путь техники (пол. Krakowski Szlak Techniki) — туристический маршрут, находящийся под патронажем Музея городской инженерии и Отдела поддержки туризма муниципалитета Кракова.
Туристический маршрут был создан 6 апреля 2006 года для ознакомления с промышленными объектами городского хозяйства в Кракове, имеющими технологическую, культурную и историческую ценность.

## Список
Список из 16 объектов составлен в последовательности, которая применяется при посещении туристами этих объектов.
| Изображение | Русское название                               | Польское название                      | Примечания                                                           |
| ----------- | ---------------------------------------------- | -------------------------------------- | -------------------------------------------------------------------- |
|             | №1 Краков-Главный                              | Kraków Główny                          | Железнодорожный вокзал. Памятник культуры                            |
|             | №2 Пивоваренный завод «Краков»                 | Browar Kraków                          | Памятник культуры                                                    |
|             | №3 Туннель Талёвского и железнодорожный виадук | Przekop Talowskiego i wiadukt kolejowy | Памятник культуры                                                    |
|             | №4 Электростанция Городского театра            | Elektrownia teatru miejskiego          | Памятник культуры. В настоящее время — Малая сцена Городского театра |
|             | №5 Кузница Зеленских                           | Kuźnia Zieleniewskich                  |                                                                      |
|             | №6 Пожарная станция                            | Strażnica pożarnicza                   |                                                                      |
|             | №7 Железнодорожный виадук                      | Wiadukt kolejowy                       |                                                                      |
|             | №8 Дорожный кульверт на улице Мёдовой          | Przepust drogowy przy ul. Miodowej     |                                                                      |
|             | №9 Краковская электростанция                   | Elektrownia krakowska                  |                                                                      |
|             | №10 Трамвайное депо на улице святого Лаврентия | Zajezdnia przy ul. św. Wawrzyńca       | Памятник культуры                                                    |
|             | №11 Городская газовая станция                  | Gazownia miejska                       |                                                                      |
|             | №12 Подгурский мост                            | Most Podgórski                         |                                                                      |
|             | №13 Мост Юзефа Пилсудского                     | Most im. Marszałka Józefa Piłsudskiego |                                                                      |
|             | №14 Вислинские бульвары                        | №14 Bulwary Wiślane                    | Памятник культуры                                                    |
|             | №15 Подгурская электростанция                  | Elektrownia podgórska                  | Памятник культуры                                                    |
|             | №16 Фабрика Шиндлера                           | Fabryka Oskara Schindlera              | Музей                                                                |